# جون إف. ميلر
جون إف. ميلر (بالإنجليزية: John F. Miller)‏ هو مدير فني أمريكي، ولد في 27 مايو 1890 في وارنسبورغ في الولايات المتحدة، وتوفي في 30 مارس 1972 في رالي في الولايات المتحدة.